# Celtis australis

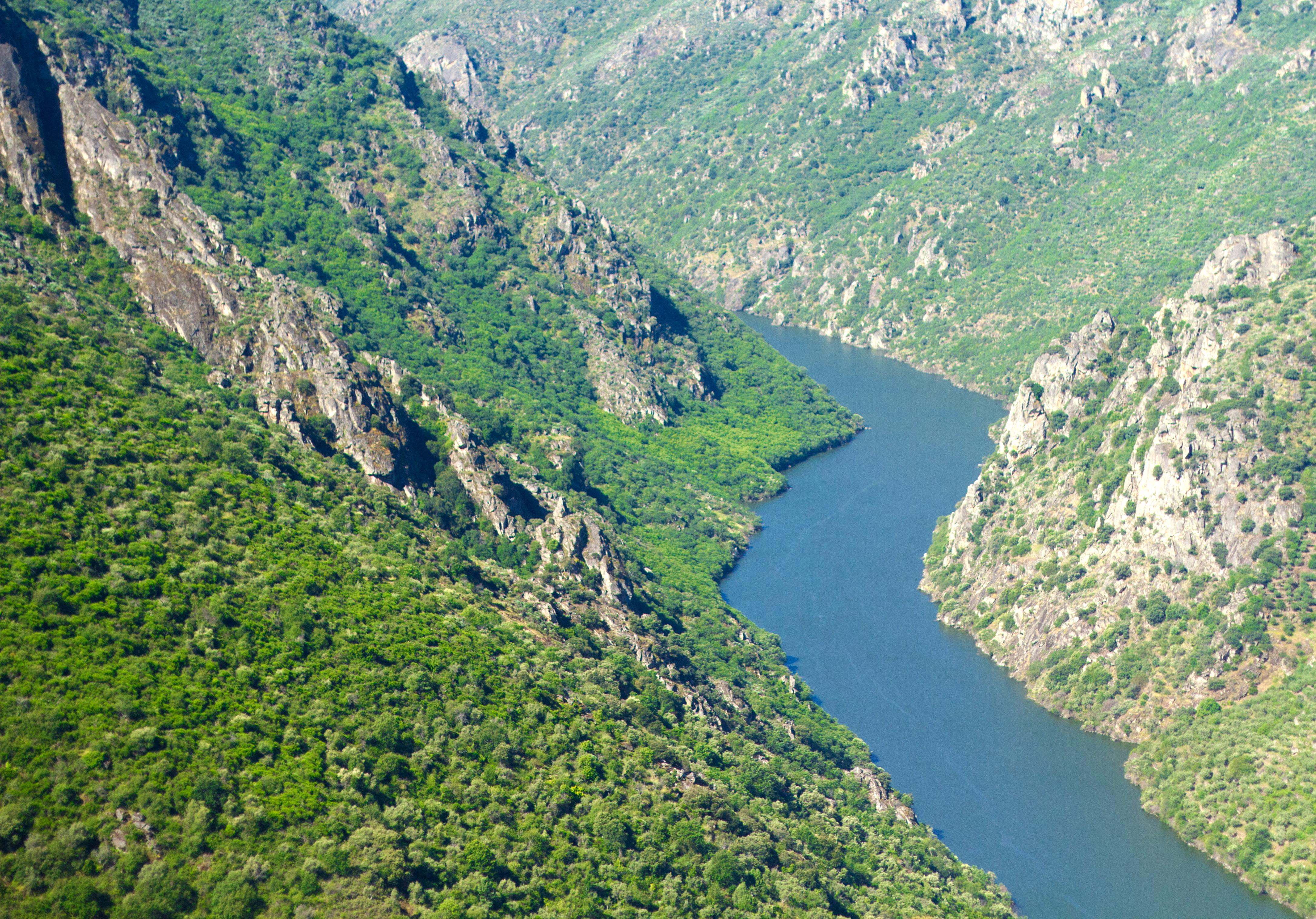
El almezal de Mieza, el más extenso de Europa, en pleno parque natural de Arribes del Duero.

Celtis australis, conocido como lodón, almez, aligonero, ledonero, lodoño, lidón, lidonero, quicavero, doroñeto o latonero es una especie de árbol tradicionalmente incluida en la familia de las ulmáceas (Ulmaceae), aunque en la actualidad se incluye dentro de las cannabáceas, una familia próxima. Lodón proviene del cruce del latín lotus y unĕdo con  -ōnis (mirra). Nombre que recibía el loto. Es por ello, que posiblemente se trate del árbol al que los clásicos (Heródoto, Dioscórides o Teofrasto) llamaron Loto. 
Almez, su nombre vernáculo más corriente en castellano, proviene del árabe hispano al-máys, del árabe clásico mays, que significa literalmente "árbol".

## Descripción

### Morfología
Es un árbol caducifolio que puede llegar a medir de 20 a 25 m de altura. De tronco recto y corteza gris y lisa, semejante a la del ficus o el haya, sin estrías o hendiduras marcadas; posee una copa redonda y ancha. Sus hojas, de 5 a 15 cm de largo, son alternas, pecioladas y de forma ovo-lanceoladas y delicadamente aserradas, con dientes de punta más clara; el haz es de color verde oscuro algo pubescente y el envés, de color más claro con pilosidad en los nervios. Tienen estípulas caducas.
Las flores pentámeras son inconspicuas, pues no tienen pétalos y únicamente están formadas por 5 sépalos caducos (flor monoclamídea); son de color amarillo verdoso. El fruto, llamado almeza, almecina o latón, entre otros, es comestible y de sabor agradable parecido al dátil; es una drupa carnosa de alrededor de un centímetro de diámetro, casi negro por fuera y amarillo por dentro en su madurez, con un hueso del tamaño de un grano de pimienta. Crece solitario sobre largos pedúnculos en las axilas de las hojas.
Florece entre marzo y abril, y sus frutos maduran a finales de verano y en otoño.

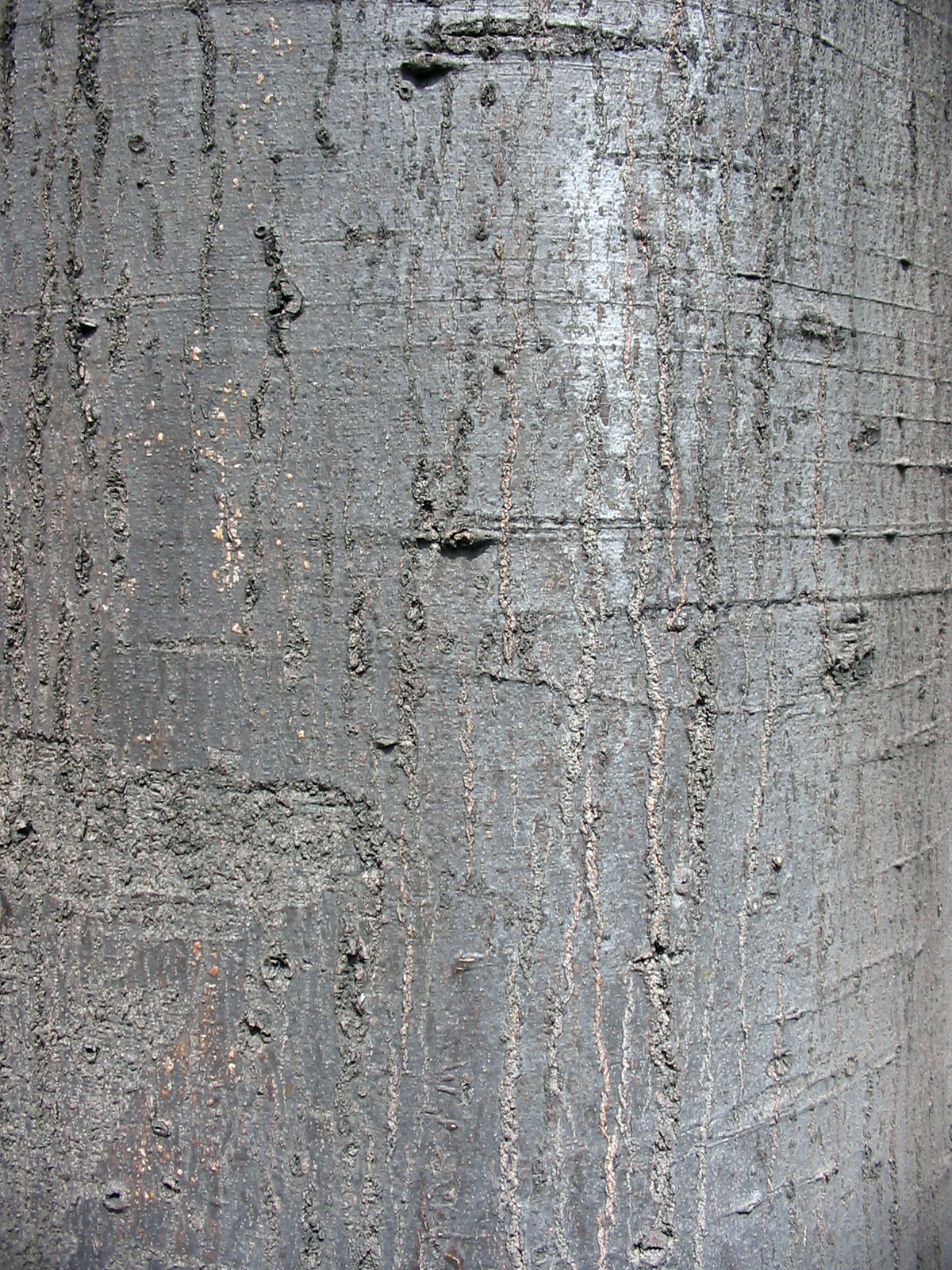
La corteza de Celtis australis es gris y lisa, semejante a la del haya.

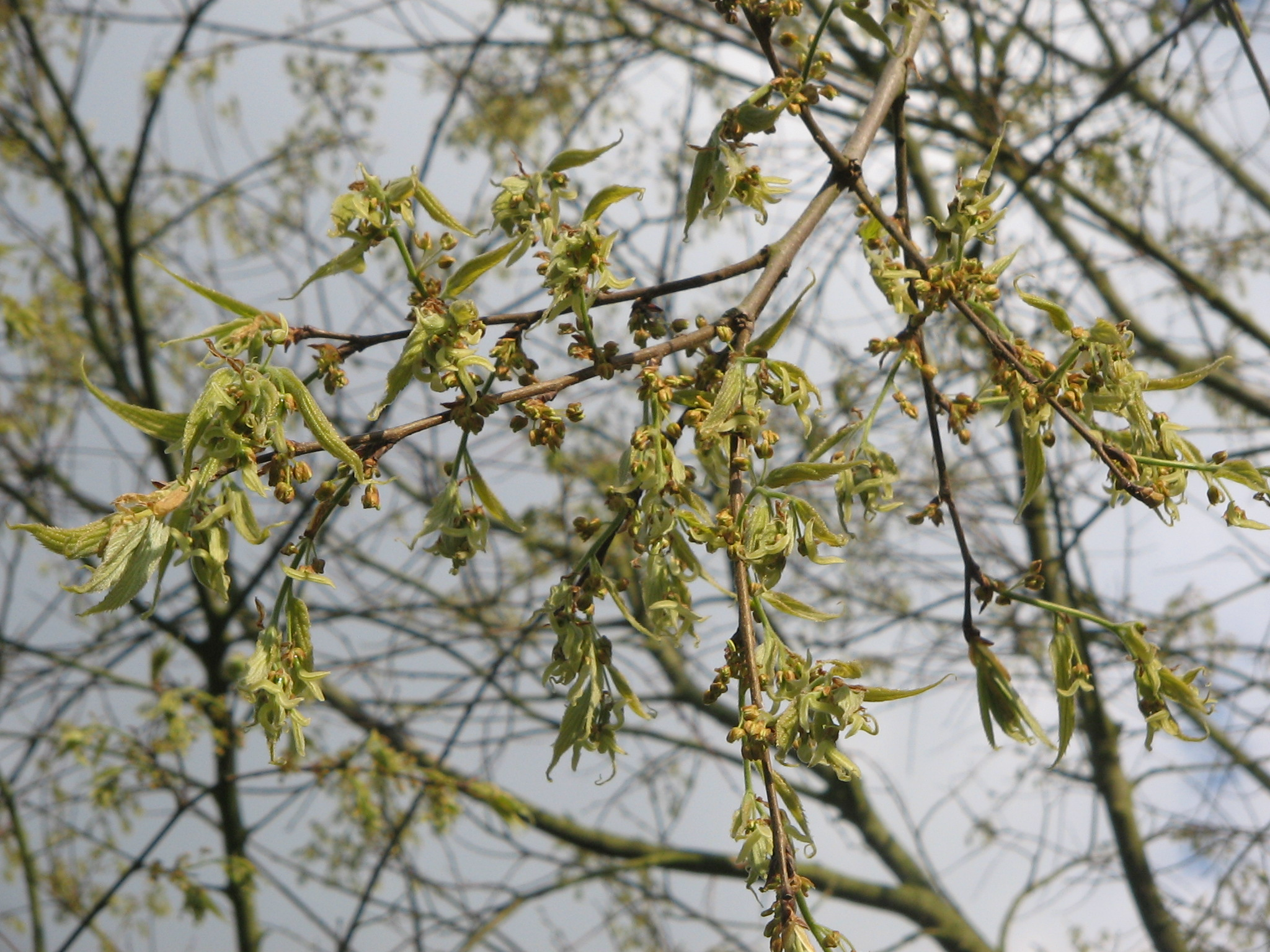
En floración

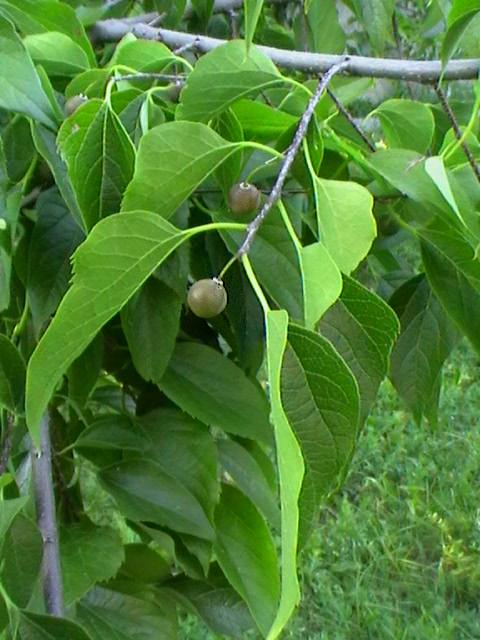
Hojas y frutos inmaduros de Celtis australis

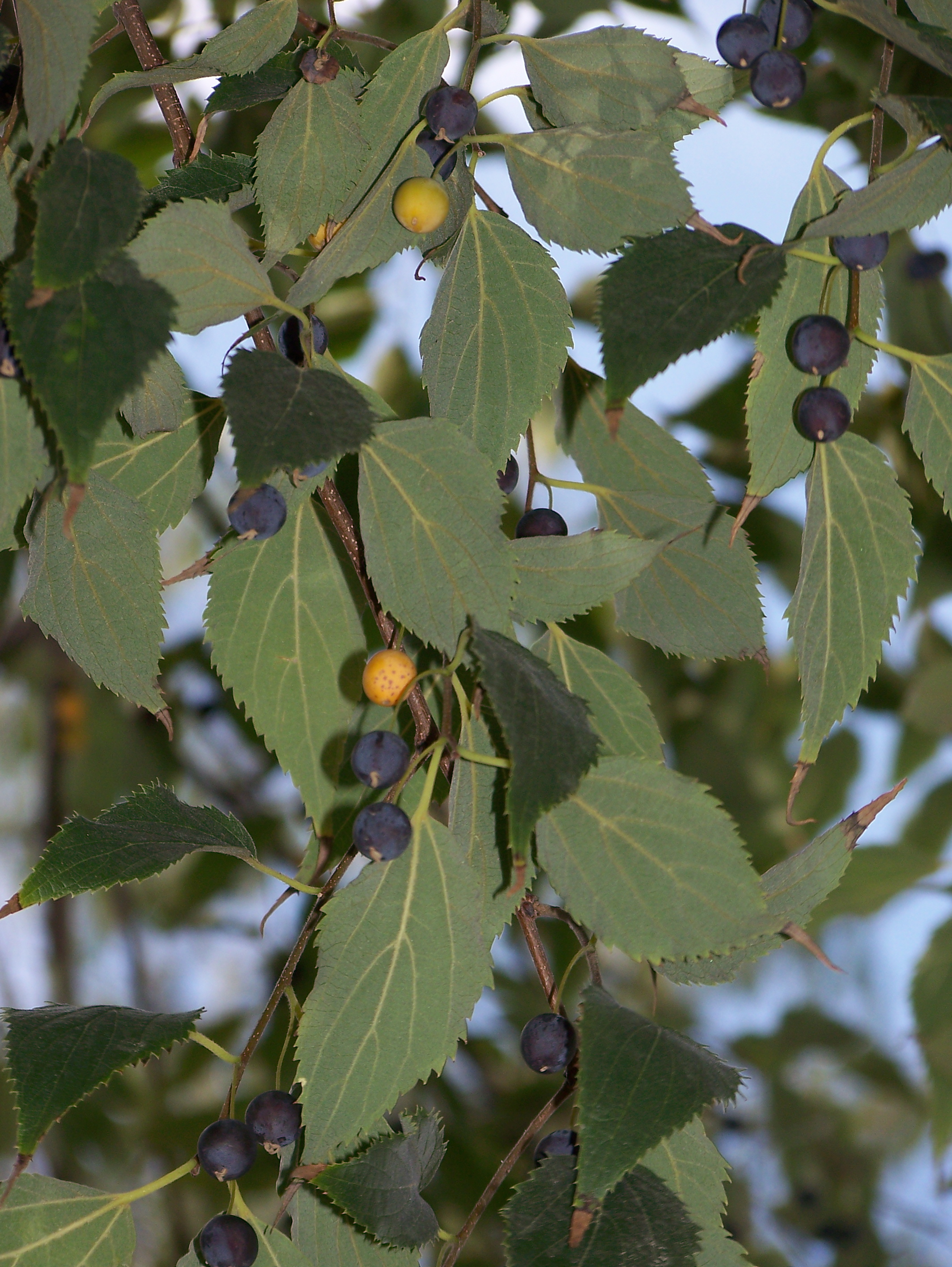
Frutos maduros y unos aún inmaduros in situ

## Hábitat
Habita en barrancos, laderas y en las bandas más alejadas de riberas de ríos y arroyos, siendo citado como especie de los bosques de vega mixtos mediterráneos, alamedas hidrófilas y olmedas, siempre de climas atemperados. No suele formar bosquetes, apareciendo generalmente aislado sobre suelos sueltos y frescos, incluso pedregosos, independientemente de su naturaleza caliza o silícea.

## Distribución
Nativo de la cuenca mediterránea y Europa central, hasta altas latitudes. Naturalizado y/o cultivado en el resto del mundo.
Está  muy extendido en la región mediterránea y el sudoeste de Asia, empleándose con frecuencia como árbol ornamental en parques y jardines, y en alineación de calles por su tolerancia a la contaminación. Se ha usado tradicionalmente, debido a la  buena relación peso-resistencia que tiene su madera, para hacer ciertas herramientas agropecuarias como rastrillos, horcas y sus raíces para elaborar pipas para fumar.
En España es relativamente frecuente en toda la vertiente mediterránea, Andalucía y Extremadura, y menos abundante en Castilla-La Mancha y Aragón, apareciendo en Madrid en las vegas del sureste, y en Castilla y León, en gargantas de la cara Sur de Gredos y en las Arribes del Duero.

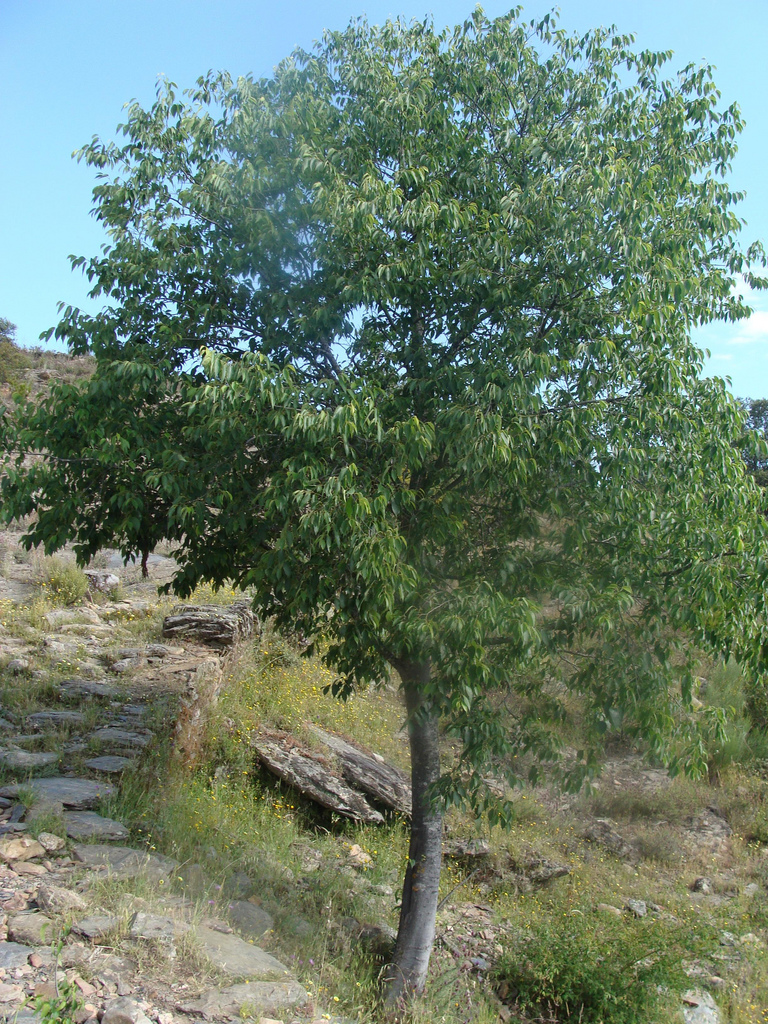
Vista del árbol

## Ecología
Se reproduce tanto por semilla como por estaquilla, y su capacidad para establecerse sobre suelos pedregosos lo hace muy útil en trabajos de restauración y sujeción de terrenos degradados. De él se alimentan las larvas del lepidóptero Hestina persimilis.
Es una especie de gran longevidad, pudiendo vivir hasta 600 años.

## Propiedades  y usos
Los frutos, comestibles, se pueden usar para preparar mermeladas. 
La madera, apreciada para trabajos de torneado, se usaba para hacer fustas y látigos. 

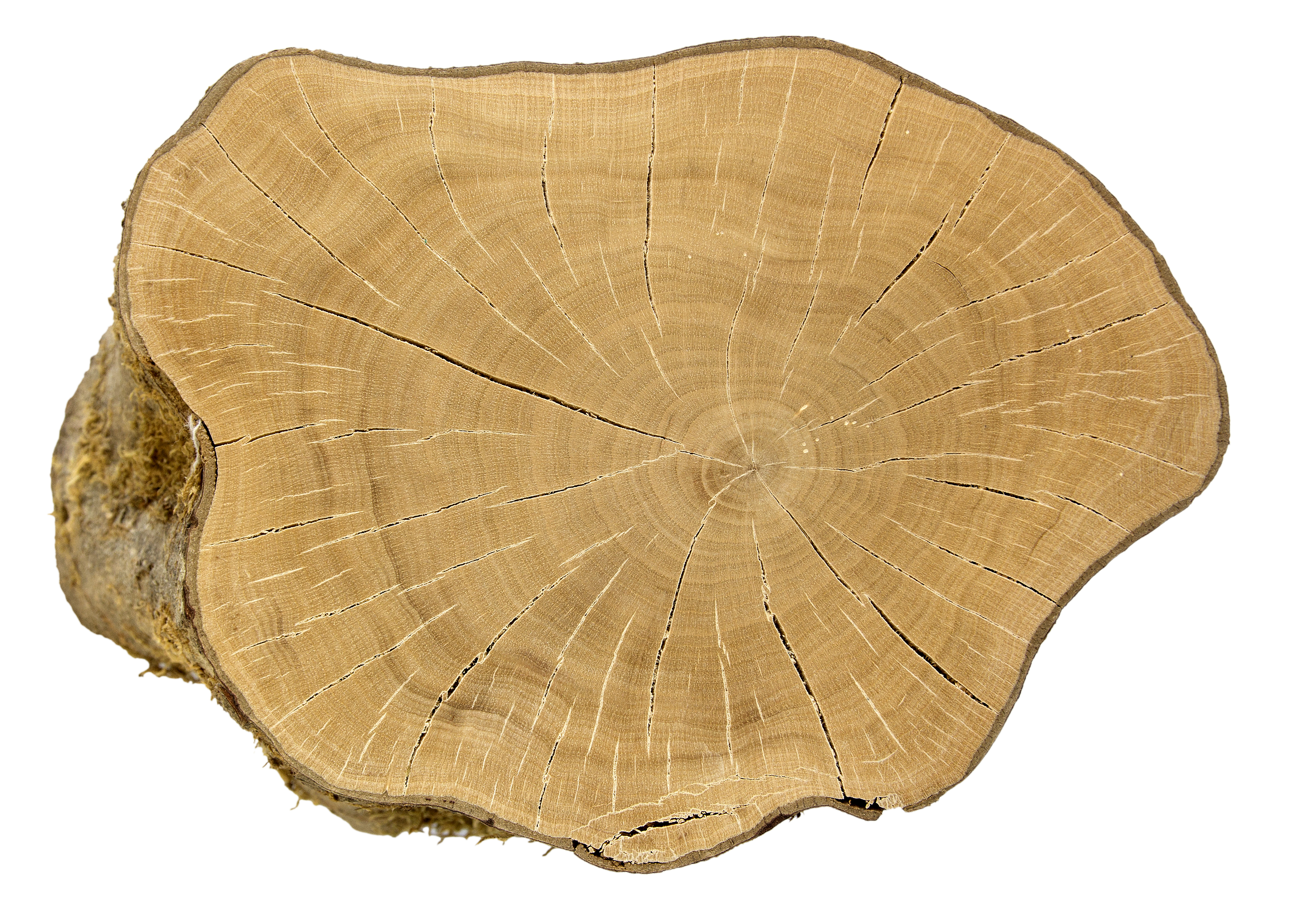
Celtis australis - MHNT

La corteza y las raíces tienen una esencia, usada como colorante amarillo para tintar la seda.

### Medicinal
Principios activos: contiene taninos, mucílagos.
Indicaciones: se usan las hojas como astringente, antidiarreico y antihemorrágico. La infusión de sus frutos verdes y de sus hojas se utiliza también como remedio de la disentería y como regulador del flujo menstrual de las mujeres. Se recolectan en junio cuando los frutos están todavía inmaduros.

### Otros usos
Sus ramas verdes se han utilizado tradicionalmente, y aún hoy se utilizan, para fabricar horcas de madera para el manejo de las mieses y la paja. así como bastones.

## Curiosidades

### Castellón de la Plana
La Mare de Deu del Lledó (almez) es la patrona de Castellón de la Plana, donde hay una basílica con su nombre, ya que la imagen de la Virgen que en ella reside fue encontrada (según cuenta la tradición) entre unos lledoners (denom. en valenciano de "almeces") por el llaurador (denom. en valenciano de "labrador") Perot de Granyana. También en Castellón la avenida que lleva a la basílica se denomina Avinguda del Lledó o Avenida de Lidón, ya que esa es la traducción al castellano que se usa en esa zona.

### Madrid
La localidad de Torrelodones recibe su nombre de la Torre de los almeces o de los lodones, figurando este árbol en su escudo. Algunos autores apuntan a que el árbol del escudo de Madrid podría ser también un almez o lodón, y no un madroño. En el Catálogo de Árboles Singulares de la Comunidad de Madrid se encuentra incluido un almez de 25 m de altura, otros tantos de diámetro de copa, y casi 4 m de perímetro de tronco, situado en el Paseo del Prado de la capital. Y en el propio Real Jardín Botánico de Madrid existe un ejemplar de almez muy corpulento y de gran altura con otros de menor tamaño.

### Lotófagos
Durante su regreso de Troya, las naves de Odiseo y sus hombres fueron desviadas por el viento, que las llevó hasta la tierra de los lotófagos o comedores de loto. Algunos estudiosos piensan que el loto podría ser la almecina, el fruto del almez.

## Taxonomía
Celtis australis fue descrita por Carlos Linneo y publicado en Species Plantarum 2: 1043. 1753.
Cariotipo
Número de cromosomas de Celtis australis (Fam. Ulmaceae) y táxones infraespecíficos: 2n=20
Etimología

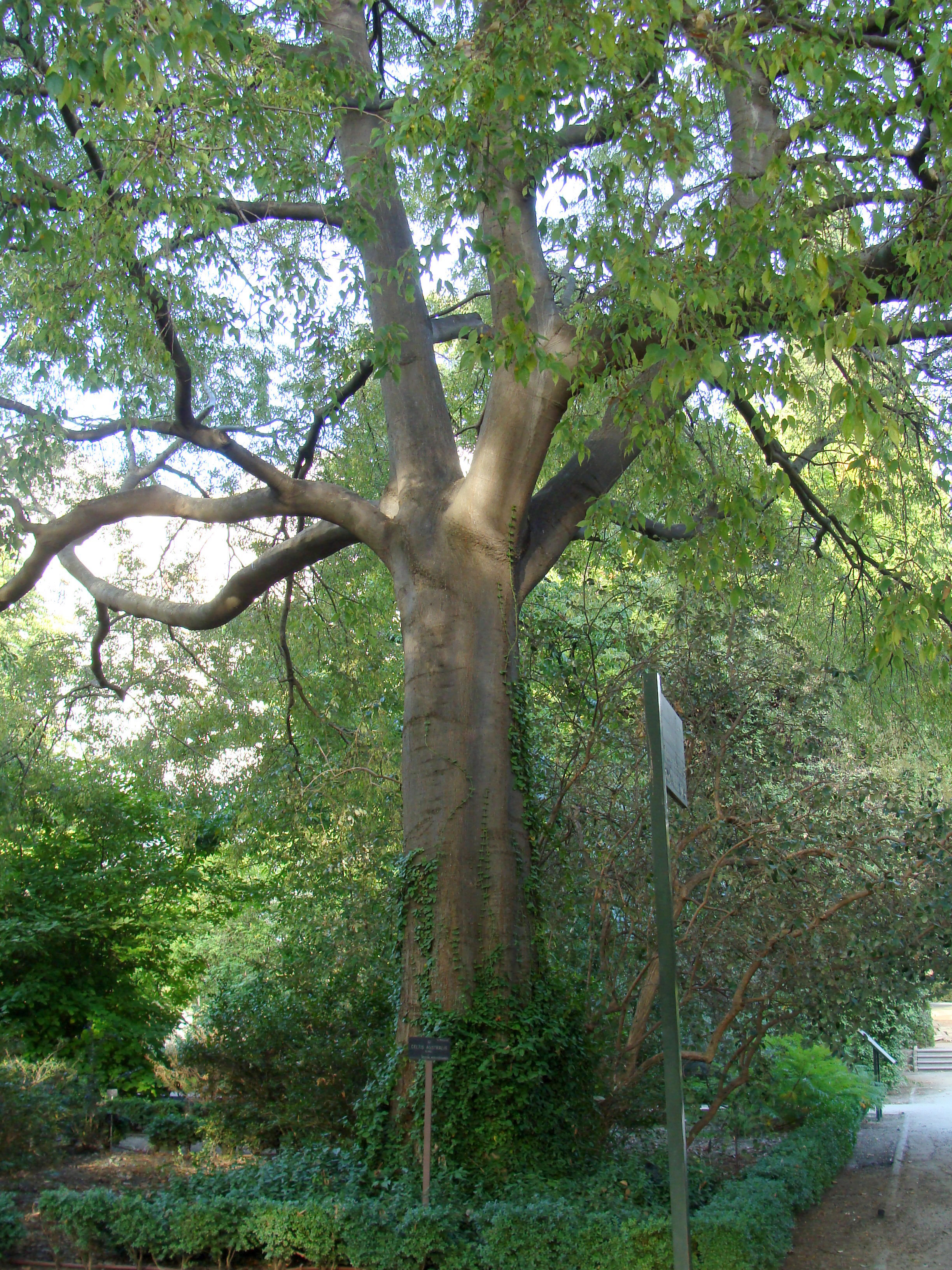
Almez en el Real Jardín Botánico de Madrid

Celtis: nombre genérico que deriva de céltis f. – lat. celt(h)is  = en Plinio el Viejo, es el nombre que recibía en África el "lotus", que para algunos glosadores es el azufaifo (Ziziphus jujuba Mill., ramnáceas) y para otros el almez (Celtis australis L.)
australis: epíteto latino que significa "del sur".
Taxones infraespecíficos
- Celtis australis subsp. caucasica (Willd.) C.C.Towns. in Fl. Irak, 4,(1): 73, 1980[13]

Sinonimia
- Celtis eriocarpa Decne. in Jacquem.
- Celtis caucasica Willd.
- Celtis acuta Buch.-Ham.
- Celtis excelsa Salisb. nom. illeg.
- Celtis alpina Royle
- Celtis australis var. eriocarpa (Decne.) Hook.f.
- Celtis australis f. variegata Schelle ex Geerinck
- Celtis kotschyana Steven
- Celtis lutea Pers.
- Celtis serrata Dippel[14]

subsp. caucasica (Willd.) C.C.Towns.
- Celtis arcata Buch.-Ham. ex Wall.
- Celtis caucasica Willd.
- Celtis caucasica var. caudata Planch.
- Celtis caucasica subsp. caudata (Planch.) Grudz.
- Celtis inglisii Royle

## Nombres vernáculos
- Castellano: aladonero, alatón (fruto), alatonero, aligonero, alirón, alironero, allatonero, almarzo, almecina, almecina (fruto), almecinero, almecino, almedinero, almeiso, almencino, almencín, almerguinero, almerino, almeso, almez, almeza, almeza (fruto), almez colorado, almezo, almiguinal, almiguino, armez, bagolaro, bermejo, bolitas de aligón, chilindronar, cupillo, hojaranzo, ladón, ladonero, laironero, latón, latonero, latones (fruto), ledón, ledonero, lidón (fruto), lidonero, lirón, lirón (fruto), lironero, llidonero, llidones, lodón, lodobo, lodoñero, lodoño, lotono, loto-árbol, melmez, memencina (fruto), mermece, mermecilla, mermecina, mermecino, mermez, mermés, ojaranzo, pomal, pomo, quincabero. Los nombres en cursiva corresponden a los más corrientes/extendidos en España[15] En la depresión del Salado (Buenos Aires, Argentina) se lo conoce popularmente como "tala negro".